# Open 13 2016
Open 13 2016 — тенісний турнір, що проходив на кортах з твердим покриттям у місті Марсель, Франція з 15 лютого. Належав до категорії ATP World Tour 250.

## Фінальна частина

### Одиночний розряд
Нік Киріос —  Марин Чилич 6–2, 7–6(7–3)

### Парний розряд
Мате Павич /  Майкл Вінус —  Джонатан Ерліх /  Колін Флемінг 6–2, 6–3